# باسم صبري
باسم صبري (25 أكتوبر 1982 - 29 إبريل 2014) كان صحفي ومدون وناشط حقوقي مصري، حيث غطى بشكل خاص الثورة المصرية ومؤسس COMET نشاط طلابي في جامعة القاهرة.

## جوائز
- جائزة الرائد في الإعلام الحر (المونيتور) 2014[7]

## روابط خارجية
- Farewell, Bassem Sabry. timep.org